# Scapania helvitica
Scapania helvitica là một loài rêu trong họ Scapaniaceae. Loài này được Rabenh. & Gottsche mô tả khoa học đầu tiên năm 1868.